# 三輪忠寛
三輪 忠寛（みわ ただひろ、1987年6月14日 - ）は、日本の元ラグビー選手。

## プロフィール
- 群馬県出身。
- ポジションはフルバック(FB)。
- 身長 174cm、体重 84kg
- ニックネームはみわ、たこやき、筋肉マン、天パ。
- U17日本代表候補に選ばれたことがある[1]。

## 略歴
6歳からラグビーを始めた。
2006年、東農第二高校卒業後、関東学院大学に入る。
2010年、関東学院大学卒業後、三洋電機ワイルドナイツ（現・パナソニック ワイルドナイツ）に加入。なお関東学院大学時代の同級生に安藤泰洋、木村恵輔、中村彰、細川諭、三谷竜生、村下雅章らがいる。
2013年9月29日に行われたジャパンラグビートップリーグ第4節のクボタスピアーズ戦にて先発出場で公式戦初出場を果たす。
2018年、現役を引退した。